# FSV Westerstede
Der FSV Westerstede (offiziell: Fußballsportverein Westerstede 1952 e.V.) ist ein Sportverein aus Westerstede im niedersächsischen Landkreis Ammerland. Die erste Fußballmannschaft der Frauen nahm zweimal am DFB-Pokal teil.

## Geschichte
Der Verein wurde im Jahre 1952 gegründet. Heimspielstätte ist die Hössensportanlage.

### Frauenfußball
Den Fußballerinnen gelang im Jahre 1990 der Aufstieg in die seinerzeit zweitklassige Oberliga Nord und erreichte in der Aufstiegssaison den vierten Platz. Schon 1993 folgte der Abstieg. Sechs Jahre später gewann der FSV den Niedersachsenpokal und qualifizierte sich erstmals für den DFB-Pokal, wo die Mannschaft in der ersten Runde dem Bundesligisten Grün-Weiß Brauweiler mit 0:7 unterlag. Am Saisonende stieg der FSV in die inzwischen in Regionalliga Nord genannte zweithöchste Spielklasse auf. Es begann die erfolgreichste Zeit der Vereinsgeschichte. Nach Platz drei in der Aufstiegssaison 2000/01 wurde der FSV ein Jahr später mit vier Punkten Rückstand auf Victoria Gersten Vizemeister. Ebenfalls 2002 gewann die Mannschaft erneut den Niedersachsenpokal und unterlag in der ersten Runde des DFB-Pokals dem FCR 2001 Duisburg deutlich mit 0:12. Anschließend rutschte die Mannschaft ins Mittelmaß zurück und wurde vor Beginn der Saison 2005/06 aus der Regionalliga zurückgezogen. Nach zwei Aufstiegen in Folge kehrte der FSV 2008 in die Landesliga zurück, aus der das Team fünf Jahre später abstieg. Erneut wurde die Mannschaft zurückgezogen und spielt seit 2014 in der 1. Kreisklasse. 

### Männerfußball
Die erste Männermannschaft spielt in der Kreisliga.